# PGC 37864
LEDA/PGC 37864 ist eine irreguläre Zwerggalaxie vom Hubble-Typ Im im Sternbild Drache am Nordsternhimmel, die schätzungsweise 95 Millionen Lichtjahre von der Milchstraße entfernt ist. Sie ist Mitglied der elf Galaxien zählenden NGC 4589-Gruppe (LGG 284). 